# Arthur Lewis (économiste)
Pour les articles homonymes, voir Arthur Lewis et Lewis.
Sir Arthur Lewis, né le 23 janvier 1915 à Sainte-Lucie et mort le 15 juin 1991 à Bridgetown à la Barbade, économiste saint-lucien, remporta le Prix de la Banque de Suède en 1979 pour ses travaux en économie du développement.

## Biographie
Lewis est né à Sainte-Lucie, qui était encore à l'époque un territoire britannique dans les Caraïbes. En 1932, il obtient une bourse du gouvernement pour étudier dans une université britannique. Il souhaitait devenir ingénieur. Mais à l'époque les seuls postes réservés aux Noirs étaient en médecine et en droit. Il savait donc que ni le gouvernement ni les industriels n'embaucheraient un noir. Il décida de poursuivre des études de commerce à la London School of Economics.
Une fois son doctorat en poche, il étudia l'histoire économique sur les conseils de Friedrich Hayek, alors directeur du département d'économie de la London School of Economics. Ce dernier lui demanda d'assurer un cours sur ce qui arrivait entre les guerres afin de compléter l'analyse de l'époque sur la théorie des cycles. Lewis indiqua à Hayek qu'il n'y connaissait rien, ce à quoi Hayek répondit que la meilleure façon d'approfondir un sujet était de l'enseigner.
Ce n'est qu'au lendemain de la Seconde Guerre mondiale et de l'indépendance obtenue par de nombreux pays que Lewis commença à étudier l'économie du développement.
La reine d'Angleterre anoblit ce Saint-lucien en 1963. En 1979, la Banque de Suède lui décerne le 
prix « Nobel d'économie », ainsi qu'à l’économiste Theodore W Schultz pour leurs travaux sur les questions de développement. Selon le jury du Nobel, « Lewis est un pionnier de la recherche en économie du développement… accordant une attention particulière aux problèmes des pays en voie de développement ».
En parallèle à sa carrière universitaire, Arthur Lewis conseilla sur le plan économique le premier ministre du Ghana entre 1957 et 1963, vice-président du Fonds des Nations unies pour le développement, et participa à la création de la Banque de développement des Caraïbes entre 1970 et 1974.
Il est décédé le 15 juin 1991 à Bridgetown (Barbade) et est enterré dans une université de Sainte-Lucie qui porte son nom.

## Modèle de développement
La publication de Economic Development with Unlimited Supplies of Labour en 1954 est considérée comme un des articles fondateurs de l'économie du développement encore balbutiante dans les années 1950. Les théories de la croissance traditionnelles devaient être adaptées aux spécificités des pays en développement. Selon Lewis, les pays en développement sont caractérisés par la présence d'une économie duale. Dans ces pays coexistent un secteur traditionnel (l'agriculture et les activités informelles), avec un surplus de main-d'œuvre, et un secteur moderne (les industries capitalistes) fonctionnant sur le mode capitaliste: le profit permet de financer l'investissement. La migration de main-d’œuvre provenant du secteur traditionnel vers le secteur moderne tire l’économie, et les profits générés par le secteur moderne créent la croissance et l’accumulation de capital qui financent l’expansion. L'élément moteur du "take-off", c'est l'investissement du secteur capitaliste qui doit permettre une accumulation élargie et une résorption du sous emploi. Le secteur traditionnel, disposant d'une main-d'œuvre bon marché et en quantité suffisante, sert de réservoir à l'industrie.
Le point où la majorité de la main d'œuvre bon marché du secteur traditionnel a été absorbée par l'industrie moderne est appelé tournant de Lewis. À partir de ce moment-là, la pénurie de main d'œuvre entraîne généralement une revalorisation du travail et une réduction des inégalités.

## Principaux ouvrages
- Economic Problems of To-day, Longmans, 1939
- Monopoly in British Industry, Fabian Society, 1945
- Economic Survey, 1919-1939, George Allen & Unwin, 1949
- Overhead Costs, George Allen & Unwin, 1949
- The Principles of Economic Planning, Dobson, 1949
- "Economic Development with Unlimited Supplies of Labour", Manchester School of Economic and Social Studies, vol. 23, 1954
- The theory of economic growth, Allen et Unwin, 1955 (traduction française sous le titre Théorie de la croissance économique, Payot, 1967)
- Politics in West Africa, 1965
- The agony of the eight, 1965
- Development planning : the essentials in Economic Planning, Allen et Unwin, 1966 (traduction française sous les titres La planification du développement et Développement économique et planification, Payot, 1979)
- Labour in the West Indies : The Birth of a Workers’ Movement, New Beacon Books, 1977
- Growth and fluctuations, 1870-1913, Allen et Unwin, 1978
- "The slowing down of the engine of growth", Nobel lecture, AER 70, n° 4, 555-64, décembre 1980
- « L’ordre économique international : fondements et évolution », Economica, 1980
- Racial Conflict and Economic Development, Harvard University Press, 1985